# Simone Padoin
Simone Padoin (Gemona del Friuli, 18. ožujka 1984.) bivši je talijanski nogometaš.

## Klupska karijera

### Vicenza
Padoin je svoju karijeru započeo u mlađim kategorijama Atalante, no 2003. godine Vicenza je kupila 50% njegova ugovora, a godinu dana kasnije u potpunosti je postao igrač Vicenze.

### Atalanta
Na početku sezone 2007./08. vratio seu Atalantu kada su čelnici kluba iz Bergama otkupili sva prava od Vicenze. Potpisao je ugovor do lipnja 2013. godine. Na kraju sezone 2009./10. Juventus je posudio Padoina i još dva igrača na pripremama u SAD-u. Simone je odigrao nekoliko utakmica za Juventus u predsezoni te se vratio u Atalantu istoga ljeta.

### Juventus
Nepune dvije godine nakon što je bio posuđen Juventusu, Simone je i za stalno prešao u redove torinskog kluba u zadnjem danu zimskog prijelaznog roka 2012. godine. U tome trenutku Juventus je bio prvi na tablici Serie A, a Atalanta je unatoč minusu od 6 bodova bila u gornjem dijelu tablice i samo nekoliko tjedana ranije Simone je s Atalantom igrao upravo protiv svog novog kluba. Bianconeri su platili 5 milijuna eura Atalanti za Padoina.
Simone se u polusezoni za Juventus nije previše naigrao jer je došao kao zamjena za zamjenu Michelea Pazienzu koji je na zimu posuđen Udineseu. Ipak, u samo tri ligaška nastupa za Juve uspio je Simone zabiti i jedan pogodak, a to je bilo u 5:0 pobjedi njegova kluba u gostima kod Fiorentine kada je zabio peti pogodak.

### Cagliari
Marco Storari je u srpnju 2016. potvrdio da je Padoin postao novi igrač Cagliarija. Padoin je prihvatio trogodišnji ugovor, a zarađivat će milijun eura po sezoni.